# Abraham Maslow
Abraham Harold Maslow (ur. 1 kwietnia 1908 w Nowym Jorku, zm. 8 czerwca 1970 w Menlo Park) – amerykański psycholog, autor teorii hierarchii potrzeb. Jeden z głównych przedstawicieli nurtu psychologii humanistycznej i psychologii transpersonalnej.

## Życiorys
Urodził się w Nowym Jorku jako najstarsze z siedmiorga dzieci rosyjskich Żydów przybyłych do Stanów Zjednoczonych. Pomimo braku wykształcenia rodzice nalegali, by najstarszy syn studiował prawo. Posłuszny rodzicom Abraham rozpoczął studia na City College of New York.
Szybko jednak przeniósł się na University of Wisconsin, gdzie w 1930 roku otrzymał tytuł licencjata (Bachelor), a w 1931 r. magistra, by w 1934 r. obronić doktorat. Rok później powrócił do Nowego Jorku; dalsze badania kontynuował na Columbia University.
W latach 1937–1951 był profesorem psychologii w Brooklyn College w Nowym Jorku, gdzie poznał Karen Horney, Ericha Fromma, Ruth Benedict i innych. W 1951 związał się z Brandeis University w Waltham – najpierw jako profesor, a następnie jako dziekan Wydziału Psychologii. W latach pięćdziesiątych XX wieku wraz z Carlem Rogersem i Rollo Mayem utworzył psychologię humanistyczną, określaną jako „Trzecia Siła”, będącą alternatywą wobec szkół ortodoksyjnej psychoanalizy z jednej, a behawioryzmu z drugiej strony.
W latach 1967–1968 pełnił funkcję przewodniczącego Amerykańskiego Towarzystwa Psychologicznego.
W roku 1954 ukazała się książka, której zawdzięcza swoją sławę – Motywacja i osobowość (Motivation and Personality).
Rozwinął w niej teorię hierarchii potrzeb ludzkich (tzw. piramidy Maslowa), którą przedstawił pierwotnie w: A. Maslow, A Theory of Human Motivation, w: „Psychological Review” lipiec 1943, s. 370–396.
Zmarł na atak serca w Menlo Park w Kalifornii.

## Tłumaczenia prac na język polski
- Motywacja i osobowość, tłum. Józef Radzicki, PWN, Warszawa 2013. ISBN 978-83-01-14809-6.
- W stronę psychologii istnienia, tłum. Irena Wyrzykowska, Rebis, Poznań 2004. ISBN 83-7301-232-X.